# Pyrausta
Pyrausta is een geslacht van vlinders uit de familie van de grasmotten (Crambidae). De wetenschappelijke naam van dit geslacht is voor het eerst voorgesteld door Franz Paula von Schrank in een publicatie uit 1802.

## Soorten
- P. abdicatrix Hering, 1901
- P. acontialis (Staudinger, 1859)
- P. acrionalis (Walker, 1859)
- P. acrobasella (Rebel, 1915)
- P. acutidentalis Hampson, 1896
- P. adsocialis (Zeller, 1852)
- P. aerealis (Hübner, 1793)
- P. albescens (Hampson, 1913)
- P. albipedalis (Snellen, 1898)
- P. albogrisea Hampson, 1913
- P. alexandra Shodotova, 2011
- P. amatalis Rebel, 1903
- P. amboinalis (Pagenstecher, 1884)
- P. amelokalis (Viette, 1958)
- P. anastasia Shodotova, 2011
- P. andrei Munroe, 1976
- P. angustalis (C. Felder, R. Felder & Rogenhofer, 1875)
- P. ankaratralis Marion & Viette, 1956
- P. antisocialis Munroe, 1976
- P. apicalis (Hampson, 1913)
- P. aquilalis (Walker, 1866)
- P. arabica (Butler, 1884)
- P. arenicola Hampson, 1913
- P. argyralis (O. G. Costa, 1836)
- P. argyrogaster (Butler, 1886)
- P. arizonicalis Munroe, 1976
- P. armeniaca Slamka, 2013
- P. asopialis (Snellen, 1875)
- P. assutalis (Lederer, 1863)
- P. atrifusalis Hampson, 1903
- P. atropurpuralis (Grote, 1877)
- P. augustalis (C. Felder, R. Felder & Rogenhofer, 1875)
- P. aurantialis Rothschild, 1916
- P. aurantifascialis Hampson, 1896
- P. aurata (Scopoli, 1763) — muntvlindertje
- P. aurea (Hampson, 1913)
- P. aurifusalis Swinhoe, 1900
- P. aurithoracalis (Christoph, 1885)
- P. babalis (Amsel, 1970)
- P. bambucivora (Moore, 1888)
- P. benenotata (Swinhoe, 1894)
- P. bicoloralis (Guenée, 1854)
- P. bicornutalis Amsel, 1956
- P. bieti Oberthür, 1886
- P. bilineaterminalis (Maes, 2009)
- P. bisignata (Butler, 1889)
- P. bitincta Meyrick, 1932
- P. bostralis (Hampson, 1919)
- P. bouveti Viette, 1981
- P. byrrhalis Hering, 1901
- P. cajelalis Holland, 1900
- P. californicalis (Packard, 1873)
- P. canalis (Walker, 1866)
- P. canotinctalis Hampson, 1896
- P. cardinalis (Guenée, 1854)
- P. carnifex (C. Felder, R. Felder & Rogenhofer, 1875)
- P. castalis Treitschke, 1829
- P. centralis Maes, 2009
- P. childrenalis (Boisduval, 1833)
- P. chilialis (C. Felder, R. Felder & Rogenhofer, 1875)
- P. chrysitis Butler, 1881
- P. chrysocarpa Meyrick, 1937
- P. chrysopygalis (Staudinger, 1900)
- P. chrysoterma Meyrick, 1933
- P. cingulata (Linnaeus, 1758) — zwartwitte tijmmot
- P. ciniferalis (Walker, 1866)
- P. cinnamomealis (Wallengren, 1860)
- P. coactalis (Snellen, 1890)
- P. coccinea Warren, 1892
- P. coccinealis (Walker, 1866)
- P. coenalis Hampson, 1900
- P. columbalis (Walker, 1866)
- P. comastis (Meyrick, 1884)
- P. contigualis South, 1901
- P. continualis (Walker, 1866)
- P. contristalis Caradja, 1932
- P. coracinalis P. Leraut, 1982
- P. corinthalis Barnes & McDunnough, 1914
- P. culminivola Caradja, 1939
- P. curvalis (Leech, 1889)
- P. dapalis (Grote, 1881)
- P. decetialis Druce, 1895
- P. deidamialis (Druce, 1895)
- P. delicatalis Caradja, 1916
- P. demantrialis (Druce, 1895)
- P. despicata (Scopoli, 1763) — weegbreemot
- P. determinata (Walker, 1870)
- P. diplothaera (Meyrick, 1936)
- P. dissimulans Dyar, 1914
- P. distictalis Hampson, 1918
- P. draesekei Caradja, 1927
- P. ecteinalis Hampson, 1900
- P. elwesi (Staudinger, 1900)
- P. episcopalis (Herrich-Schäffer, 1871)
- P. euchromistes Dyar, 1918
- P. euprepialis Hampson, 1903
- P. euralis Hampson, 1903
- P. falcatalis Guenee, 1854
- P. ferrealis (Hampson, 1900)
- P. ferrifusalis (Hampson, 1893)
- P. fibulalis (Christoph, 1881)
- P. fieldialis (Schaus, 1933)
- P. flagralis (Guenée, 1854)
- P. flammealis Kenrick, 1912
- P. flavibrunnea Hampson, 1913
- P. flavibrunnealis Hampson, 1908
- P. flavicilialis Seizmair, 2023
- P. flavicollalis Hampson, 1913
- P. flavidiscata Hampson, 1913
- P. flavimarginalis (Hampson, 1913)
- P. flavipunctalis (Marion, 1954)
- P. flavofascialis (Grote, 1882)
- P. flavoviolalis (Pagenstecher, 1885)
- P. fodinalis (Lederer, 1863)
- P. foviferalis Hampson, 1895
- P. fuliginata Yamanaka, 1978
- P. fulvalis (Dognin, 1908)
- P. fulvilinealis Hampson, 1918
- P. fulvitinctalis Hampson, 1918
- P. furvicoloralis Hampson, 1900
- P. galapagensis B. Landry, 2015
- P. gazalis Hampson, 1913
- P. gemmiferalis Zeller, 1852
- P. generosa (Grote & Robinson, 1867)
- P. genialis South, 1901
- P. gentillalis Schaus, 1940
- P. germanalis (Herrich-Schäffer, 1871)
- P. gracilalis (Herrich-Schäffer, 1871)
- P. grisealis Maes, 2009
- P. griseocilialis South, 1901
- P. griseofumalis Hampson, 1900
- P. griveaudalis Viette, 1978
- P. grotei (Munroe, 1876)
- P. gulpembe Kemal & Koçak, 2018
- P. haemapastalis Hampson, 1908
- P. haematidalis Hampson, 1913
- P. hampsoni South, 1901
- P. heliacalis (C. Felder, R. Felder & Rogenhofer, 1875)
- P. heliothidia Hampson, 1913
- P. holochrysis (Hampson, 1913)
- P. homonymalis Munroe, 1976
- P. horatius (Butler, 1886)
- P. ictericalis (Snellen, 1895)
- P. idonealis (Herrich-Schäffer, 1871)
- P. ignealis (Hampson, 1899)
- P. ilhamtohti Koçak & Kemal, 2021
- P. ilithucialis (Walker, 1859)
- P. illiberalis (Hübner, 1823)
- P. incensalis (Lederer, 1863)
- P. infuscalis Hampson, 1918
- P. inglorialis (Hampson, 1900)
- P. inornatalis (Fernald, 1885)
- P. insignitalis (Guenée, 1854)
- P. insolata B. Landry, 2015
- P. insularis (Grote & Robinson, 1867)
- P. interfixalis (Walker, 1869)
- P. internexalis (Dognin, 1905)
- P. inveterascalis Barnes & McDunnough, 1918
- P. issykkulensis (Sauber, 1899)
- P. julialis (Walker, 1859)
- P. kandalis Viette, 1989
- P. kenalis Swinhoe, 1900
- P. klotsi Munroe, 1976
- P. kosemponalis Strand, 1918
- P. lambomakandroalis (Viette, 1954)
- P. laresalis Schaus, 1940
- P. laristanalis Amsel, 1961
- P. laticlavia (Grote & Robinson, 1867)
- P. leechi South, 1901
- P. lethalis (Grote, 1881)
- P. limbata (Butler, 1879)
- P. limbopunctalis (Herrich-Schäffer, 1849)
- P. linealis (Fernald, 1894)
- P. lineolalis (Motschulsky, 1866)
- P. louvinia Clarke, 1965
- P. luteomarginalis Maes, 2014
- P. maenialis (Oberthür), 1894
- P. mahensis Fletcher T. B., 1910
- P. maledictalis Hampson, 1899
- P. mandarinalis South, 1901
- P. marginepunctalis Gaede, 1916
- P. matuta (Schultze, 1908)
- P. mauretanica Rebel, 1907
- P. melaleucalis (Eversmann, 1852)
- P. melanocera Hampson, 1913
- P. metasialis Hampson, 1912
- P. microdontalis Hampson, 1912
- P. microdontaloides Maes, 2009
- P. minimalis Hampson, 1903
- P. mitis (Butler, 1883)
- P. monosema Hampson, 1912
- P. morelensis Lopez & Beutelspacher, 1986
- P. morenalis (Dyar, 1908)
- P. moupinalis South, 1901
- P. multifidalis Chrétien, 1911
- P. mustelalis (Walker, 1859)
- P. mutuurai Inoue, 1982
- P. mystica Caradja, 1932
- P. nanalis (Christoph, 1888)
- P. napaealis (Hulst, 1886)
- P. neocespitalis Inoue, 1982
- P. nexalis (Hulst, 1886)
- P. nicalis (Grote, 1878)
- P. nigrata (Scopoli, 1763) — stiptijmmot
- P. nigripalpis (Hampson, 1913)
- P. nigritalis Hampson, 1896
- P. niveicilialis (Grote, 1875)
- P. nubigena Rothschild, 1915
- P. nugalis (Snellen, 1899)
- P. oberthuri South, 1901)
- P. obfuscata (Scopoli, 1763)
- P. obscurior Caradja, 1938
- P. obstipalis South, 1901
- P. obtusanalis Druce, 1899
- P. occidentalis (Snellen, 1887)
- P. ochracealis (Walker, 1865)
- P. ochreicostalis Barnes & McDunnough, 1918
- P. odontogrammalis Caradja, 1925
- P. oenochrois (Meyrick, 1889)
- P. omicronalis (Snellen, 1882)
- P. onythesalis (Walker, 1859)
- P. orphisalis Walker, 1859
- P. ostrinalis (Hübner, 1796) — duinmuntvlinder
- P. pachyceralis Hampson, 1900
- P. paghmanalis (Amsel, 1970)
- P. pauperalis (Staudinger, 1879)
- P. pavidalis Zerny, 1935
- P. pectinalis Hampson, 1918
- P. pellicalis (Staudinger, 1871)
- P. perlalis (Maassen, 1890)
- P. perparvula Maes, 2009
- P. perrubralis (Packard, 1873)
- P. persimilis Caradja, 1932
- P. phaeochysis (Hampson, 1899)
- P. phaeophoenica Hampson, 1899
- P. phoenicealis (Hübner, 1818)
- P. phragmatidalis Hampson, 1908
- P. pilatealis Barnes & McDunnough, 1914
- P. pionalis Toll, 1948
- P. plinthinalis Swinhoe, 1907
- P. ploimalis Dyar, 1914
- P. polygamalis (Snellen, 1875)
- P. porphyralis (Denis & Schiffermüller, 1775) — roestkleurige muntvlinder
- P. postalbalis South, 1901
- P. postaperta Dyar, 1914
- P. postmediofusalis Seizmair, 2022
- P. prochytalis (Druce, 1895)
- P. pseuderosnealis Munroe, 1976
- P. pseudonythesalis Munroe, 1976
- P. pulchripictalis (Hampson, 1895)
- P. pullatalis (Christoph, 1881)
- P. punctilinealis South, 1901
- P. purpuralis (Linnaeus, 1758) — purpermotje
- P. purpuraria (Butler, 1883)
- P. purpurascens (Hampson, 1893)
- P. pygmaealis South, 1901
- P. pyrocausta Hampson, 1899
- P. pythialis Barnes & McDunnough, 1918
- P. quadrimaculalis South, 1901
- P. quinquemaculalis (Pagenstecher, 1885)
- P. rahiledawut Koçak & Kemal, 2021
- P. ravalis E. Hering, 1901
- P. rectifascialis (Sauber, 1899)
- P. retidiscalis Munroe, 1976
- P. rhipheusalis (Walker, 1859)
- P. rhodoxantha Hampson, 1913
- P. rosecentralis Maes, 2019
- P. roseivestalis Munroe, 1976
- P. rubescentalis Hampson, 1913
- P. rubricalis Hübner, 1796
- P. rubritinctalis (Warren, 1895)
- P. rubritinetalis Hampson, 1919
- P. rueckbeili (Sauber, 1899)
- P. rufalis South, 1901
- P. rufilinealis Hampson, 1910
- P. salvia (Druce, 1895)
- P. sanguifusalis Hampson, 1913
- P. sanguinalis (Linnaeus, 1767) — mijtermot
- P. sarobialis (Amsel, 1970)
- P. sartoralis Barnes & McDunnough, 1914
- P. scurralis (Hulst, 1886)
- P. semilimbalis Mabille, 1900
- P. semirubralis (Packard, 1873)
- P. sexplagalis Gaede, 1917
- P. shirleyae Munroe, 1976
- P. signatalis (Walker, 1865)
- P. sikkima (Moore, 1888)
- P. silhetalis Guenée, 1854
- P. simplicealis (Bremer, 1864)
- P. singularis (Lederer, 1863)
- P. socialis (Grote, 1877)
- P. solemnalis (Christoph, 1881)
- P. spiralis (O. G. Costa, 1836)
- P. splendida Caradja, 1939
- P. staiusalis (Walker, 1859)
- P. sthenialis Hampson, 1916
- P. straminea (Hampson, 1913)
- P. strigatalis Caradja, 1937
- P. suavidalis (Berg, 1876)
- P. subcrocealis (Snellen, 1880)
- P. subflavalis (Warren, 1892)
- P. subgenerosa Munroe, 1976
- P. subinquinalis (Guenée, 1854)
- P. subolivalis (Packard, 1873)
- P. subsequalis (Guenée, 1854)
- P. subviolalis (Herrich-Schäffer, 1871)
- P. sumptuosalis Caradja, 1927
- P. syfanialis (Oberthür, 1893)
- P. syntomidalis (Viette, 1960)
- P. taftanalis Amsel, 1961
- P. tapaishanensis Caradja, 1939
- P. tatalis (Grote, 1877)
- P. tatarica Kemal, Kızıldağ & Koçak, 2020
- P. tenuialis (Möschler, 1882)
- P. tenuilinea Hampson, 1913
- P. terminalis Wileman & South, 1917
- P. tesserulalis (Christoph, 1873)
- P. tetraplagalis Hampson, 1899
- P. theialis (Walker, 1859)
- P. thibetalis Oberthür, 1886
- P. tinctalis (Lederer, 1863)
- P. tithonialis (Zeller, 1872)
- P. tortipennis (Walker, 1866)
- P. tortualis South, 1901
- P. trimaculalis (Staudinger, 1867)
- P. triphaenalis (Snellen, 1901)
- P. tripunctalis Dognin, 1908
- P. trizonalis Hampson, 1899
- P. tschelialis Caradja, 1927
- P. tuolumnalis Barnes & McDunnough, 1918
- P. tyralis (Guenée, 1854)
- P. umun Kemal & Koçak, 2020
- P. unifascialis (Packard, 1873)
- P. unipunctata Butler, 1881
- P. vanalis (C. Felder, R. Felder & Rogenhofer, 1875)
- P. variegalis (Snellen, 1875)
- P. venalalis (Hulst, 1886)
- P. vicarialis (Snellen, 1875)
- P. vinacealis Caradja, 1925
- P. viola Butler, 1882
- P. violascens Hampson, 1918
- P. virginalis Duponchel, 1832
- P. vitellinalis (Kollar & Redtenbacher, 1844)
- P. volupialis (Grote, 1877)
- P. votanalis Schaus, 1940
- P. xanthomela (Hampson, 1913)
- P. xanthothysana Hampson, 1903
- P. zeitunalis Caradja, 1916
- P. zonalis Barnes & McDunnough, 1918

### Status onduidelijk
- P. latefascialis (Toll, 1958)
- P. pseudosanguinalis (Kirpichnikova, 1984)
- P. saxatilis (Meyrick, 1890) (Nomen nudum?)